# Fredrik Nyberg
Fredrik Nyberg nació el 23 de marzo de 1969 en Medelpad (Suecia), es un esquiador retirado que consiguió 7 victorias en la Copa del Mundo de Esquí Alpino (con un total de 24 podiums).

## Resultados

### Juegos Olímpicos de Invierno
- 1992 en Albertville, Francia
  - Eslalon Gigante: 8.º
  - Super Gigante: 11.º
- 1994 en Lillehammer, Noruega
  - Eslalon Gigante: 18.º
  - Super Gigante: 25.º
  - Descenso: 32.º
- 1998 en Nagano, Japón
  - Super Gigante: 10.º
  - Eslalon Gigante: 10.º
- 2002 en Salt Lake City, Estados Unidos
  - Descenso: 7.º
  - Eslalon Gigante: 13.º
- 2006 en Turín, Italia
  - Eslalon Gigante: 5.º

### Campeonatos Mundiales
- 1993 en Morioka, Japón
  - Eslalon Gigante: 14.º
- 1996 en Sierra Nevada, España
  - Eslalon Gigante: 7.º
  - Super Gigante: 12.º
- 1997 en Sestriere, Italia
  - Eslalon Gigante: 10.º
  - Combinada: 12.º
  - Super Gigante: 33.º
- 1999 en Vail, Estados Unidos
  - Eslalon Gigante: 4.º
  - Super Gigante: 12.º
  - Descenso: 18.º
- 2003 en St. Moritz, Suiza
  - Eslalon Gigante: 12.º
  - Super Gigante: 23.º
- 2005 en Bormio, Italia
  - Eslalon Gigante: 9.º

### Copa del Mundo

#### Clasificación general Copa del Mundo
- 1988-1989: 76.º
- 1989-1990: 35.º
- 1990-1991: 26.º
- 1991-1992: 34.º
- 1992-1993: 19.º
- 1993-1994: 20.º
- 1994-1995: 37.º
- 1995-1996: 7.º
- 1996-1997: 18.º
- 1997-1998: 28.º
- 1998-1999: 21.º
- 1999-2000: 11.º
- 2000-2001: 9.º
- 2001-2002: 8.º
- 2002-2003: 41.º
- 2003-2004: 55.º
- 2004-2005: 39.º
- 2005-2006: 21.º

#### Clasificación por disciplinas (Top-10)
- 1989-1990:
  - Eslalon Gigante: 9.º
- 1990-1991:
  - Eslalon Gigante: 5.º
- 1991-1992:
  - Eslalon Gigante: 10.º
- 1992-1993:
  - Eslalon Gigante: 5.º
- 1993-1994:
  - Eslalon Gigante: 4.º
- 1995-1996:
  - Eslalon Gigante: 4.º
  - Super Gigante: 7.º
  - Combinada: 9.º
- 1996-1997:
  - Eslalon Gigante: 5.º
- 1997-1998:
  - Combinada: 9.º
- 1999-2000:
  - Combinada: 3.º
  - Super Gigante: 6.º
  - Eslalon Gigante: 7.º
- 2000-2001:
  - Eslalon Gigante: 7.º
  - Super Gigante: 9.º
- 2001-2002:
  - Eslalon Gigante: 5.º
  - Super Gigante: 10.º
- 2004-2005:
  - Eslalon Gigante: 10.º
- 2005-2006:
  - Eslalon Gigante: 3.º

#### Victorias en la Copa del Mundo (7)

##### Super Gigante (1)
| Fecha                  | Lugar |
| ---------------------- | ----- |
| 3 de diciembre de 2000 | Vail  |

##### Eslalon Gigante (6)
| Fecha                   | Lugar         |
| ----------------------- | ------------- |
| 3 de marzo de 1990      | Veysonnaz     |
| 9 de agosto de 1990     | Mountain Hutt |
| 8 de enero de 1994      | Kranjska Gora |
| 6 de marzo de 1994      | Aspen         |
| 30 de noviembre de 1996 | Breckenridge  |
| 20 de diciembre de 2001 | Kranjska Gora |